# ندلک، کبک
ندلک (به فرانسوی: Nédélec) بخشی در منطقه شهری تمیسکامنگ ناحیه آبیتیبی-تمیسکامنگ در استان کبک کانادا است. در سرشماری سال ۲۰۱۱ این بخش ۴۱۰ نفر جمعیت داشته‌است و مساحت آن ۳۶۹٫۹ کیلومتر مربع است.